# Luís Gomes

Luís Gomes este un oraș în Rio Grande do Norte (RN), Brazilia.